# Pararge latimargo
Pararge latimargo är en fjärilsart som beskrevs av Stammeshaus 1954. Pararge latimargo ingår i släktet Pararge och familjen praktfjärilar. Inga underarter finns listade i Catalogue of Life.